# فرزانه خجندی
فرزانه خجندی با نام اصلی عنایت حاجی‌اِوا (به تاجیکی: Иноят Ҳоҷиева) که با نام فرزانه (به تاجیکی: Фарзона) شناخته می‌شود، شاعر و نویسندهٔ اهل تاجیکستان، ساکن شهر باستانی خجند و از پیشگامان شعر امروز فارسی در تاجیکستان است.
وی در شهریور ۱۳۹۳ برای نخستین بار در مراسم شعرخوانی رهبر ایران شرکت کرد و شعر «شبت خوش باد و روزت خوش» را در جمع خواند.

## زندگی
فرزانه به سال ۱۳۴۳ خورشیدی (۱۹۶۴ م) در خانواده‌ای فرهنگی در شهر خجند به دنیا آمد. پس از طی کردن دوران مقدماتی تحصیل، به دانشکدهٔ زبان و ادبیات دانشگاه دولتی خجند رفت و از آن‌جا فارغ‌التحصیل شد.
اشعارش فرزانه تحت تأثیر فروغ فرخزاد و دیگر شاعران پارسی‌گوی از جمله فردوسی و مولانا قرار دارد. وی به فروغ تاجیکستان مشهور است.

## فعالیت ادبی
فرزانه صاحب عنوان «شاعر خلقی» تاجیکستان است. از وی تاکنون چندین دفتر شعر منتشر شده‌است که عبارتند از:
- طلوع خنده‌ریز، دوشنبه: بی‌جا، ۱۹۸۷
- شبیخون برق، دوشنبه: بی‌جا، ۱۹۸۹
- برگ‌های زرین، (به زبان روسی)، مسکو: بی‌جا، ۱۹۹۰
- آیت عشق، دوشنبه: بی‌جا، ۱۹۹۴
- تا بی‌کرانه‌ها، ۱۹۹۷
- پیام نیاکان، تهران: بی‌جا، ۱۳۷۶
- قطره‌ای از مولیان (۳جلد)، خجند: بی‌جا، ۲۰۰۳
- سوز ناتمام، تهران: بی‌جا، ۱۳۸۵[۶]

## نمونه شعر
گل سپاس

دوست! با دسته مژگان

ابرها را بیا به پشت افق‌ها رانیم.

در تبسم‌کدهٔ نرگس و نیلوفر صبح

گیمن* خورشید را بیا خوانیم.

این سحر جویبار نوخط

می برآرد سواد روشن

اولین بار در برابر ناز عفیف یک گل پیچک به لرزه می‌آید

در سینهٔ کسی دل تهمتن

مینهٔ** شرینکامی

در سرشاخهٔ آلوبالو

قصیدهٔ نشاط می‌گوید.

در سر گور نوی می‌روید

علف نورس سلام و علیک

علف خیر و خوش نمی‌روید

من به تالار سایه و روشن خواهم رفت

که در آن‌جا نیم مردم شاید

زندگانِی قیمتی خود را بهر بد دیدن من می‌بخشند.

نیم دیگر شاید

به نغز دیدن من

من به هر یک گل سپاس هدیه خواهم کرد

گل سپاس به آنی که دوست می‌دارد

برای چشم حبیب‌اش که چشم‌های مرا

درود روشن گفت

برای پیک نجیبش که به دی‌ماه بی‌نجابت من

سلام گرم گل بهمن گفت

برای خانم دلاوری که چندین ماه

می‌نهد درم به درم

عاقبت می‌خرد کتابک کم‌ظرف مرا.

ضامن کفش کودکان وی‌ام

ضامن جامهٔ پشمین زمستانهٔ او.

سحر خوش‌بختی

که مستجاب شود در زمین تشنهٔ دعای باران

می‌روم با سخن می‌گیرم

بار نه چرخ را ز شانهٔ او.

گل سپاس هدیه خواهم کرد

به همانی که بدم می‌بیند

برای یاد مرا در دلش گذر دادن

برای سوز مرا جای در جگر دادن.

برای آن که با بدی هم باشد

می‌کند ذکر نام من

یعنی می‌برارد مرا به عالم روشن

ز قعر دخمهٔ خاموشی.

برای روح مرا بردنش به سوی نافراموشی.

گل سپاس هدیه خواهم کرد

گل سپاس هدیه خواهم کرد

به تمام سپاسمند و ناسپاسان

به شناش و ناشناشان.

به همانی که چشم‌های مرا

شیوهٔ دگر دیدن آموخت

با نگاهم چقدر تجربهٔ زیبا کرد

به دل تو که با دل من بعد از این

رابطهٔ مستقیم

پیدا کرد

گل سپاس هدیه خواهم کرد

به کسی که تمام نیکی عالم

صفات اصلی اوست.

به تو

آری به تو

تنها به تو

ای دوست.